# Große Moschee von Kano

Die Große Moschee von Kano (1962)

Die Große Moschee von Kano ist die zentrale Moschee in Kano, der zweitgrößten nigerianischen Stadt.
Die Moschee liegt in der östlichen Innenstadt von Kano, neben dem Palast des Emirs an der Kofar Mata Road. Sie ist eine der größten Moscheen in Nigeria und zieht zum Freitagsgebet bis zu 50.000 Gläubige an, von denen viele innerhalb der Moschee keinen Platz finden und auf dem umliegenden Gelände beten. Neben der großen Moschee gibt es noch sechs weitere Moscheen in Kano.
Die erste große Moschee ließ laut der Kano-Chronik im 15. Jahrhundert Muhammad Rumfa an der Stelle eines heiligen Baumes erbauen. Möglich ist auch, dass sich dort zuvor eine kleinere Moschee aus dem 14. Jahrhundert befand. Die Moschee wurde 1582 von Muhammad Zaki an eine andere Stelle versetzt und wegen ihres baufälligen Zustandes zwischen 1855 und 1883 von Abdullahi dan Dabo neu gebaut. Nachdem sie in den 1950er Jahren abgerissen worden war, förderte die britische Kolonialverwaltung 1963 den Bau der heutigen Moschee. Diese hat eine grüne Hauptkuppel und zwei Minarette.